# Улица Энгельса (Челябинск)
Улица Э́нгельса — одна из улиц в центре Челябинска, получила своё название в честь одного из основоположников марксизма — Фридриха Энгельса. Интересной особенностью является то, что за всё время улица никогда не переименовывалась: до революции 1917 года она была западной окраиной города, а впоследствии уже получила название в соответствии с социалистическими принципами наименования топографических объектов. Улица застроена как административными, так и жилыми зданиями.

## Расположение

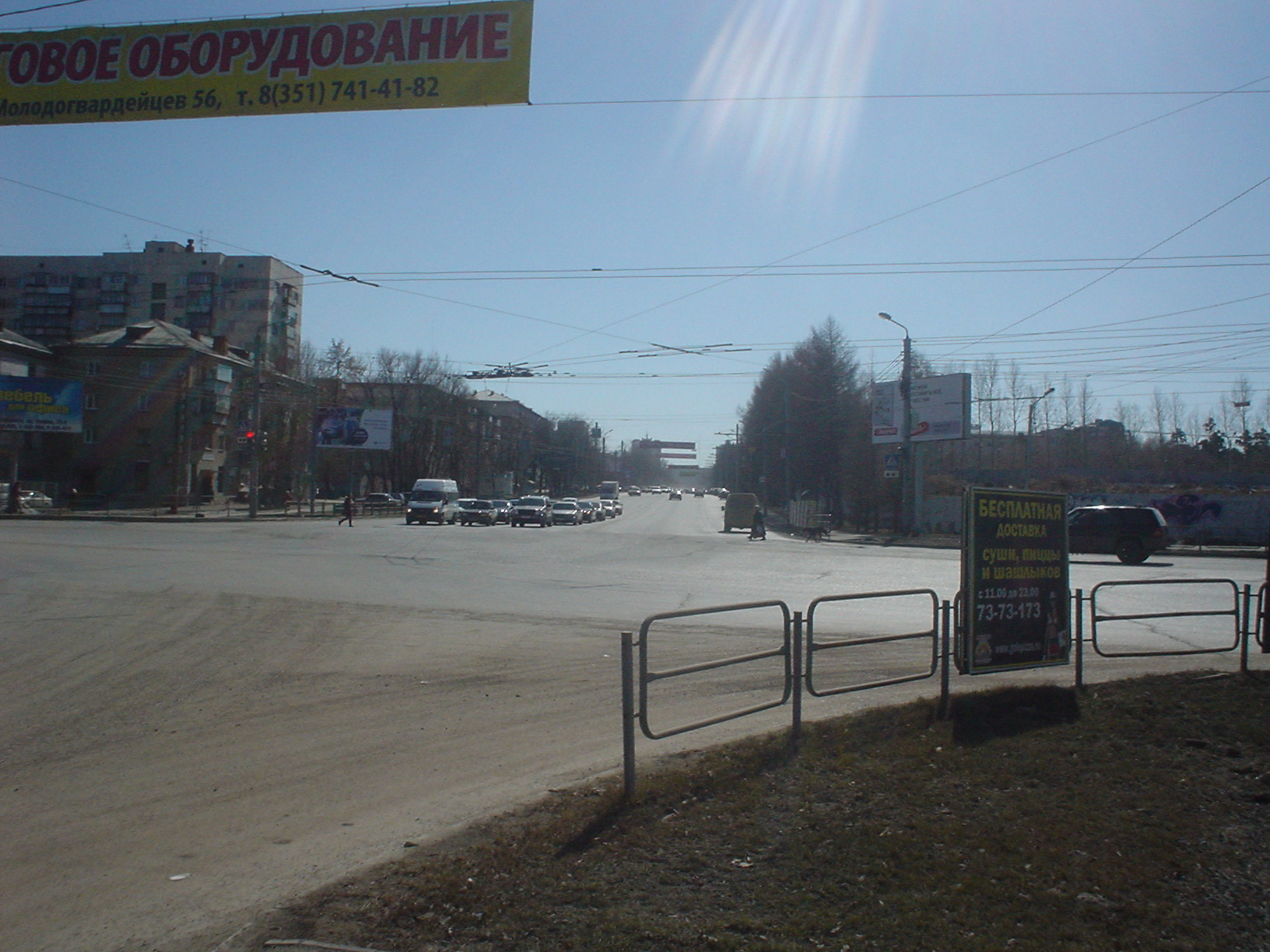
Улица Энгельса, вид на юг от перекрестка с улицей Труда

Улица идёт с севера на юг, начинается от набережной реки Миасс и заканчивается на перекрёстке с улицей Худякова.

## Роль в инфраструктуре города
На улице находятся: Министерство по физической культуре, спорту и туризму Челябинской области, Центральный стадион, Легкоатлетический манеж, Челябинский автотранспортный техникум, головной офис Челябэнерго, Областная детская библиотека им. В. В. Маяковского, банки, магазины, кафе и рестораны.

## Транспорт

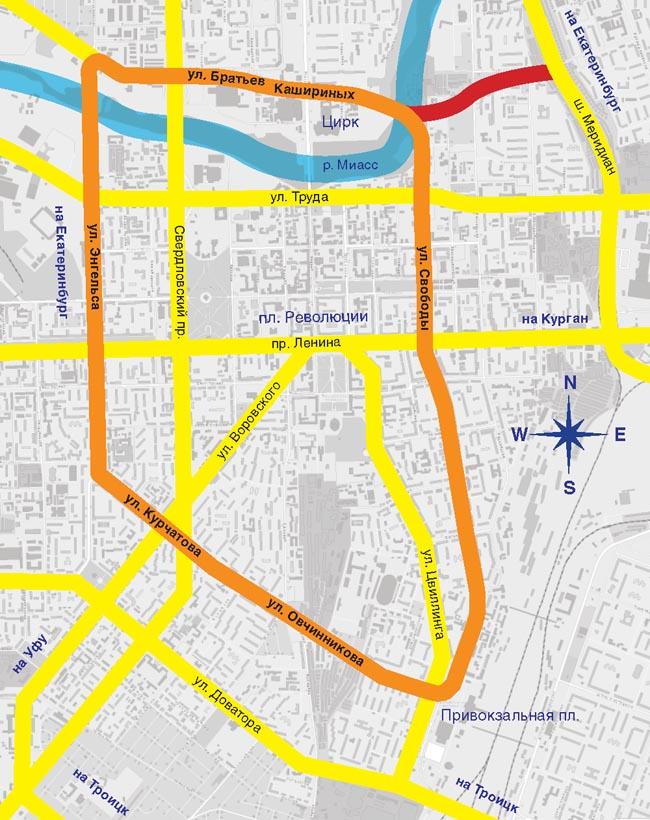
Схема строящегося внутреннего транспортного кольца Челябинска

Улица несёт большую транспортную нагрузку, поскольку связывает центр города с выездом в крупнейший в городе жилой северо-западный массив. Особенно велики потоки транспорта на участке от улицы Труда до проспекта Ленина. От улицы Труда до улицы Курчатова имеет от 8 до 6 полос для движения, в южной части от улицы Курчатова до улицы Худякова — 4 полосы.

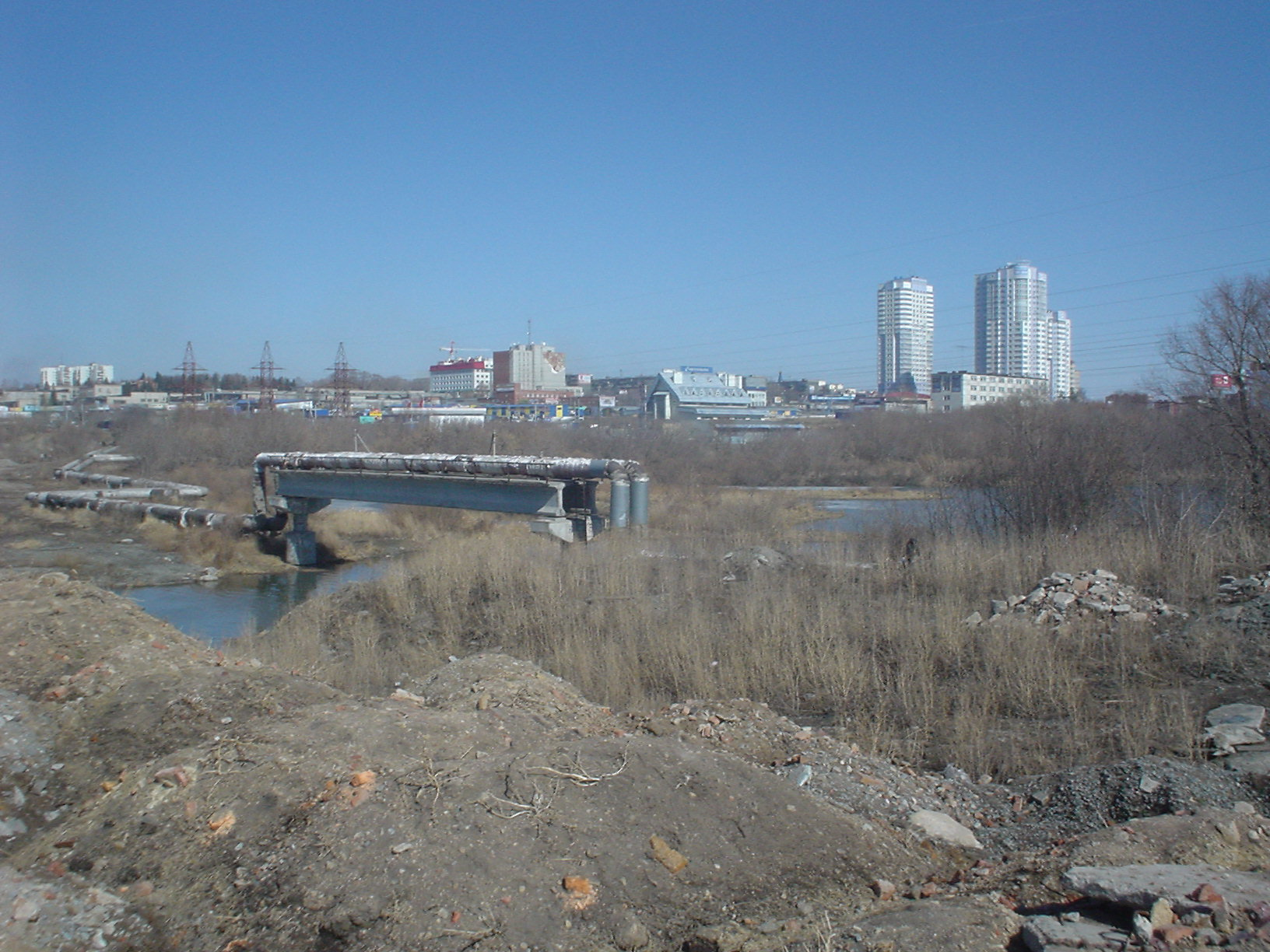
Здесь будет мост Бр. Кашириных—Энгельса (на апрель 2010 года есть только служебный пешеходный вдоль теплотрассы)

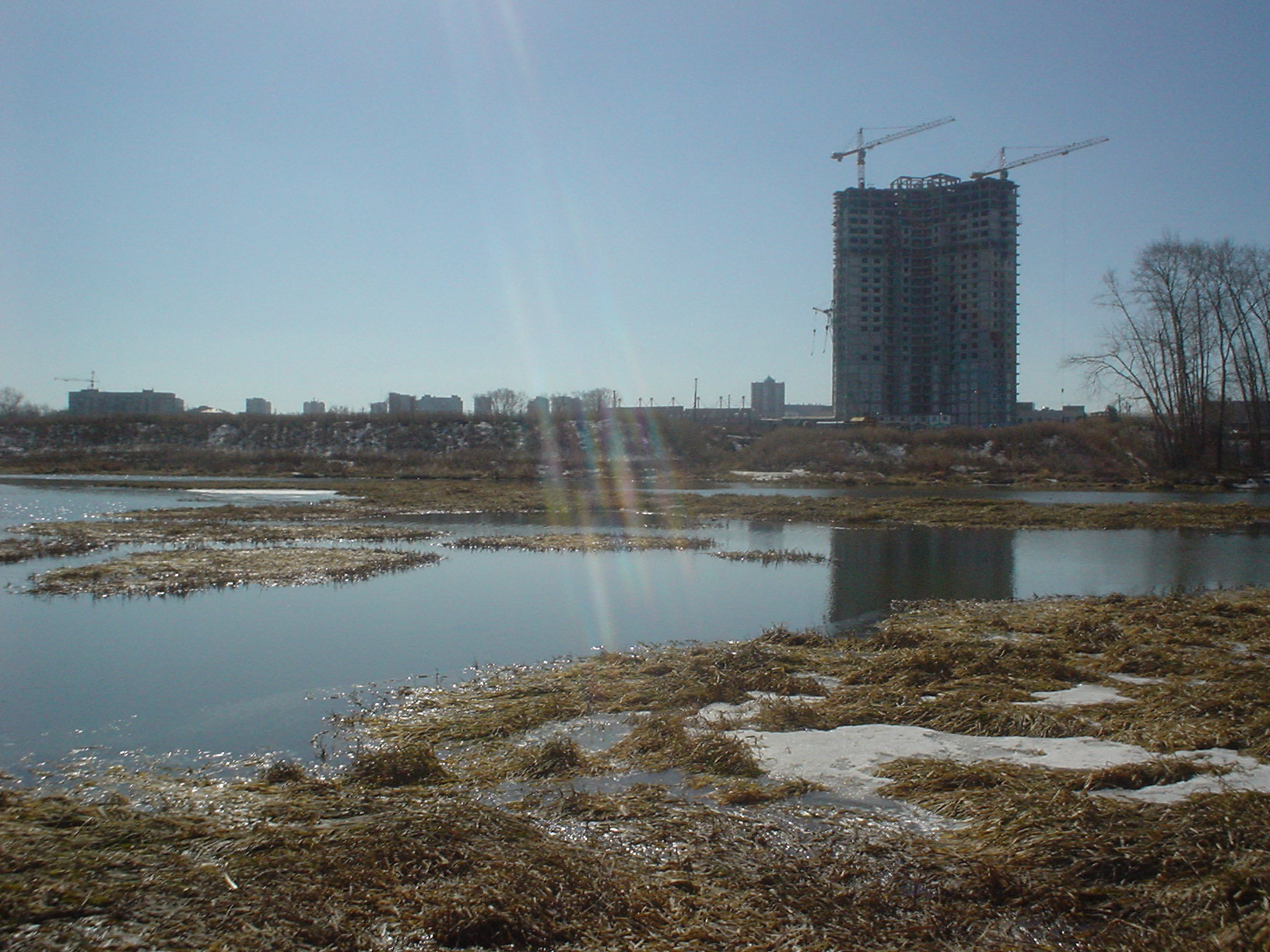
Вид из Заречья в сторону микрорайона Западный луч на место будущего моста Кашириных—Энгельса

По улице Энгельса курсирует общественный транспорт: автобус, маршрутное такси, на участке от улицы Труда до улицы Сони Кривой — троллейбус. Ранее по улице проходил участок маршрута № 2, а также (возле Центрального стадиона) находилось разворотное кольцо трамвая.
В перспективе (2011—2014 годы) ожидается строительство моста через реку Миасс по линии Краснознамённой улицы (ей заречной части) и улицы Энгельса, чтобы связать улицы Братьев Кашириных и Энгельса в рамках строящегося внутреннего транспортного кольца Челябинска.